# Jackson Robert Scott
Jackson Robert Scott född 18 september 2008 i Los Angeles är en amerikansk skådespelare. Han är mest känd som karaktären Georgie Denbrough i Det: Kapitel 1, en filmanpassning av Stephen Kings skräckroman Det.

## Filmografi

### Film
- Det
- The Prodigy
- Det: Kapitel 2

### Tv-serier
- Criminal Minds[3]
- Fear the Walking Dead[3]